# Xã Red Eye, Quận Wadena, Minnesota
Xã Red Eye (tiếng Anh: Red Eye Township) là một xã thuộc quận Wadena, tiểu bang Minnesota, Hoa Kỳ. Năm 2010, dân số của xã này là 490 người.